# TV 랜드
TV 랜드(영어: TV Land)는 미국의 바이어컴CBS 도메스틱 미디어 네트웍스 산하에 있는 텔레비전 채널이다. 고전 TV 드라마를 주로 방영하지만 자체 제작 프로그램도 제공한다.